# Station Ibbenbüren-Laggenbeck
Station Ibbenbüren-Laggenbeck (Bahnhof Ibbenbüren-Laggenbeck, tot 12 december 2004 alleen Laggenbeck) is een spoorwegstation in de Duitse stadsdeel Laggenbeck van de plaats Ibbenbüren, aan de spoorlijn Löhne - Rheine. Strikt genomen is het station sinds de afbraak van de goederensporen in de jaren 1990 een halte (Haltepunkt) geworden. Daarvoor was het station tot de jaren 90 een belangrijk overslagstation voor het Ibbenbürense steenkolenvervoer. Het buiten gebruik gestelde stationsgebouw staat onder monumentenzorg.

## Geschiedenis

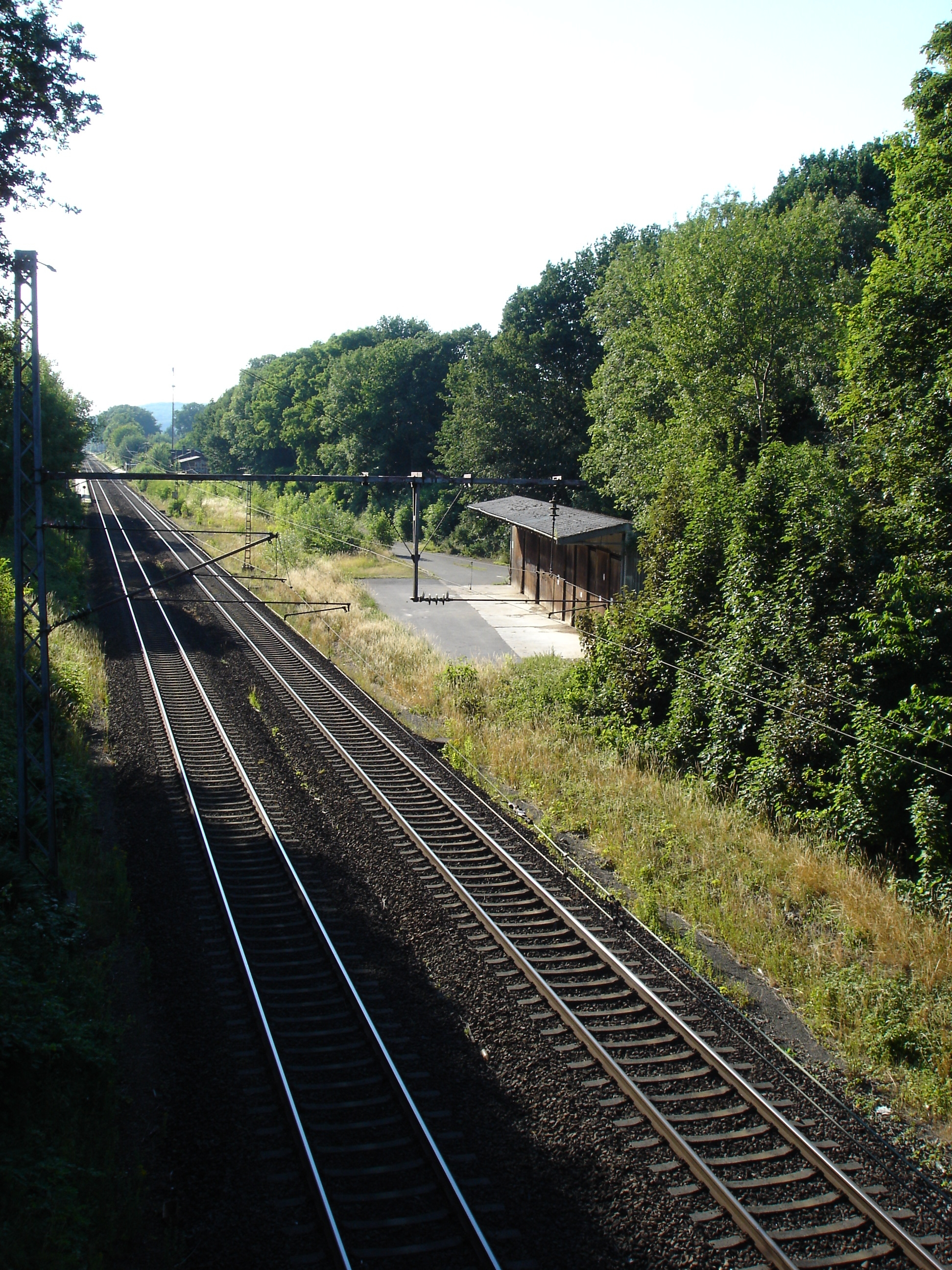
Blik over de (voormalige) sporen: rechts bij de hoofdsporen bevonden zich de sporen voor de goederentreinen. Ter hoogte van het magazijn bevond zich de kolenbunker, in de achtergrond is nog het stationsgebouw te zien.

Alhoewel de spoorlijn tussen Löhne en Rheine in 1885 geopend werd, kreeg Laggenbeck nog geen station. Als eerste werd in 1881 een goederenstation geopend, om vanaf de Schafberg ten noorden van Ibbenbüren het erts uit de Permer Stollen of Zeche Perm, een ijzer- en loodertsmijn, te transporteren. De ingang van de mijn werd in 1927 opgevuld en liep langs de huidige Permer Straße.
In 1884 volgde de opening van het reizigersstation. Met de reactivering van de Morgensternschacht in de jaren 1920 werden de sporen verder uitgebreid en bereikte de goederenoverslag zijn hoogtepunt. Met de uitbreiding van de sporen was het mogelijk, om de perrons aan beide zijde van de spoorlijn te verdelen en het eilandperron af te breken. De in de Morgensternschacht, aan het oostelijke uiteinde van de Schafberg, gewonnen steenkool werd vanaf 1926 door een 3,5 kilometer lange kabelbaan naar Laggenbeck getransporteerd en in een bunker opgeslagen, voor het via het spoor werd getransporteerd. In 1928 werd de Morgensternschacht al weer gesloten, zodat ook het belang van station Laggenbeck terugging. Het betonnen fundament van de bunker is vandaag de dag nog steeds aanwezig, alleen sterk overwoekerd.
In de jaren 90 werden de sporen compleet gedemonteerd. Ook werd het loket gesloten en door een kaartjesautomaat vervangen. Terwijl de voormalige goederenloodsen verhuurd werden, raakte het monumentale stationsgebouw in verval, in afwachting van een andere bestemming.
Het station is niet meer voor goederenvervoer in gebruik. Er stoppen alleen nog stoptreinen op de hierna vermelde lijnen.

## Treinverbindingen
De volgende treinseries doen station Ibbenbüren-Laggenbeck aan:
| Serie       | Treinsoort                       | Route | Bijzonderheden                    |
| ----------- | -------------------------------- | --- | --------------------------------- |
| RE 60       | Regional-Express (Westfalenbahn) | Rheine – Ibbenbüren-Laggenbeck – Osnabrück Hbf – Bünde (Westf) – Löhne (Westf) – Bad Oeynhausen – Minden (Westf) – Hannover Hbf – Lehrte – Braunschweig Hbf | Ems-Leine-Express 1x per twee uur |
| 20350 RB 61 | Stoptrein/Regionalbahn (Keolis)  | Hengelo – Bad Bentheim – Rheine – Ibbenbüren-Laggenbeck – Osnabrück Hbf – Bünde(Westf) – Bielefeld Hbf                                                      | Wiehengebirgsbahn                 |